# Avril 1975

## Évènements
- Constitution de la république populaire du Kampuchéa[1].

- 1er avril : 
  - Démission et exil de Lon Nol, président de la République khmère (Cambodge).
  - France : création du mensuel Fluide glacial par Marcel Gotlib

- 2 avril : prise de Đà Nẵng par le Nord Viêt Nam. Campagne Hô Chi Minh sur Saigon.
- 4 avril : création de l'entreprise Microsoft.
- 5 avril : 
  - mort de Tchang Kaï-chek. Yen Chia-kan lui succède au pouvoir à Taïwan (fin en 1978).
  - Naissance présumé de Satoshi Nakamoto fondateur du Bitcoin (BTC and Satoshi).
- 12 avril : 
  - Les derniers Américains quittent le Cambodge.
  - L'Aéroport de Lyon-Satolas (aujourd'hui appelé Saint-Exupéry) est inauguré par Valéry Giscard d'Estaing, Président de la République Française.
- 13 avril : coup d’État militaire au Tchad. Félix Malloum prend le pouvoir le 15 avril (fin en 1979). Les troupes françaises doivent évacuer le pays à la suite de l’affaire Françoise Claustre (le gouvernement français avait négocié directement la libération de Françoise Claustre, retenue en otage par les rebelles Toubou).
  - Début de la guerre civile (Guerre du Liban) à Beyrouth au Liban (fin en 1990). Des heurts sanglants ont lieu entre Phalangistes et Palestiniens. Les parties s’affrontent pendant trois jours dans toute la ville. Les milices musulmanes rejoignent le combat contre les chrétiens.
- 16 avril : l'affaire d'Arenc éclate à Marseille, et marque le début d'un long débat sur la judiciarisation de la rétention administrative des migrants.
- 17 avril : chute de Phnom Penh, les Khmers rouges, une faction communiste, entrent dans la capitale du Cambodge et établissent pour quatre ans leur dictature dirigée par Pol Pot : le Kampuchéa démocratique succède à la République khmère. L'assaut contre l'aéroport de Pochentong est donné par les troupes commandées par Hun Sen. Évacuation de la ville. Ils mènent une politique violente visant à établir une société communautaire agraire. Les citadins sont déportés vers les campagnes où ils forment une main-d’œuvre servile. Ce régime fera environ deux millions de morts sur les 8 millions que comptait à l'époque le Cambodge.
- 21 avril : prise de Xuan Loc. Démission de Nguyễn Văn Thiệu. Les derniers Américains sont évacués.
- 22 avril : chute du général Oswaldo López Arellano au Honduras à la suite d'un scandale financier (Bananagate). Juan Alberto Melgar Castro lui succède.
- 24 avril, France : la dernière DS sort des chaînes de fabrication de Citroën.
- 27 avril (Formule 1) : Grand Prix automobile d'Espagne.
- 29 avril, France : généralisation de la sécurité sociale à l'ensemble de l'activité professionnelle.
- 30 avril : chute de Saigon, rebaptisée Hô-Chi-Minh-Ville au Viêt Nam du Sud, ce qui marque la fin de la guerre du Viêt Nam. Le Gouvernement révolutionnaire provisoire de la République du Sud Viêt Nam remplace celui de la République du Viêt Nam.				
  - Des milliers de familles vietnamiennes s’enfuient, et s’embarquent clandestinement (boat-people). Ceux qui restent sont confrontés à des années difficiles de pauvreté, d’isolement et de répression.

## Naissances
- 2 avril : Pedro Pascal, acteur chilien.
- 5 avril : Satoshi Nakamoto, fondateur du Bitcoin.
- 7 avril : Miklós Lendvai, footballeur hongrois († 20 février 2023).
- 11 avril : 
  - Walid Soliman, écrivain tunisien.
  - Daniel Lobé, acteur et comédien de doublage français.
- 12 avril : 
  - Marcelo Machado, basketteur brésilien.
  - Laurent Wauquiez, homme politique français.
- 14 avril : Veronika Zemanová, mannequin de charme tchèque.
- 15 avril : Natacha Polony, journaliste et essayiste française.
- 21 avril : Pedro Winter, DJ et compositeur-producteur français de musique électronique.
- 22 avril : Greg Moore, pilote de course canadien († 31 octobre 1999).
- 23 avril : Margien van Doesen, actrice néerlandaise.
- 26 avril : Joey Jordison, batteur américain du groupe Slipknot († 26 juillet 2021).
- avril : Debora Kayembe, avocate écossaise, d'origine congolaise.

## Décès
- 5 avril : Tchang Kaï-chek, ancien dirigeant de la République de Chine, (° 1887).
- 12 avril :
  - Joséphine Baker, chanteuse américaine francophone, (° 1906).
  -  Domingo Dominguín, matador espagnol (° 10 juin 1920).
- 15 avril : Charles Journet, cardinal et théologien suisse (° 26 janvier 1891).
- 19 avril : Robert Aron, l'écrivain.
- 21 avril : Prince Sisowath Sirik Matak, 1er ministre de la république du Cambodge (° 22 janvier 1914).
- 25 avril :
  - Mike Brant, chanteur israélien (° 1er février 1947).
  - Jacques Duclos, ancien dirigeant communiste français (° 1896).
- 27 avril :
  - Sisowath Kossamak, reine consort du Cambodge (° 9 avril 1904)
  - John B. McKay, pilote américain de North American X-15 (° 8 décembre 1922).